# Laholmsbukten

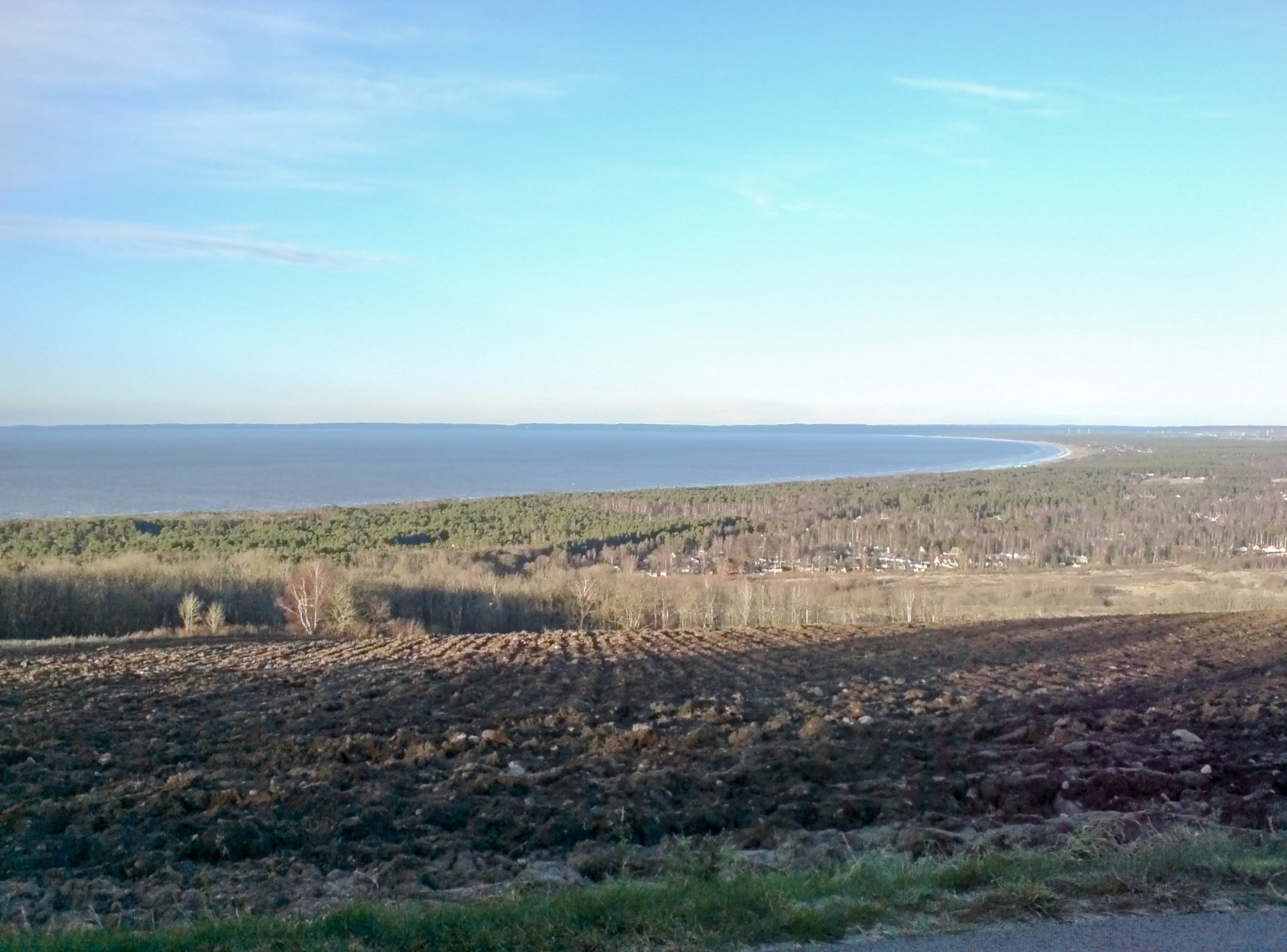
Laholmsbukten. Vy norrut från Hallandsåsen.

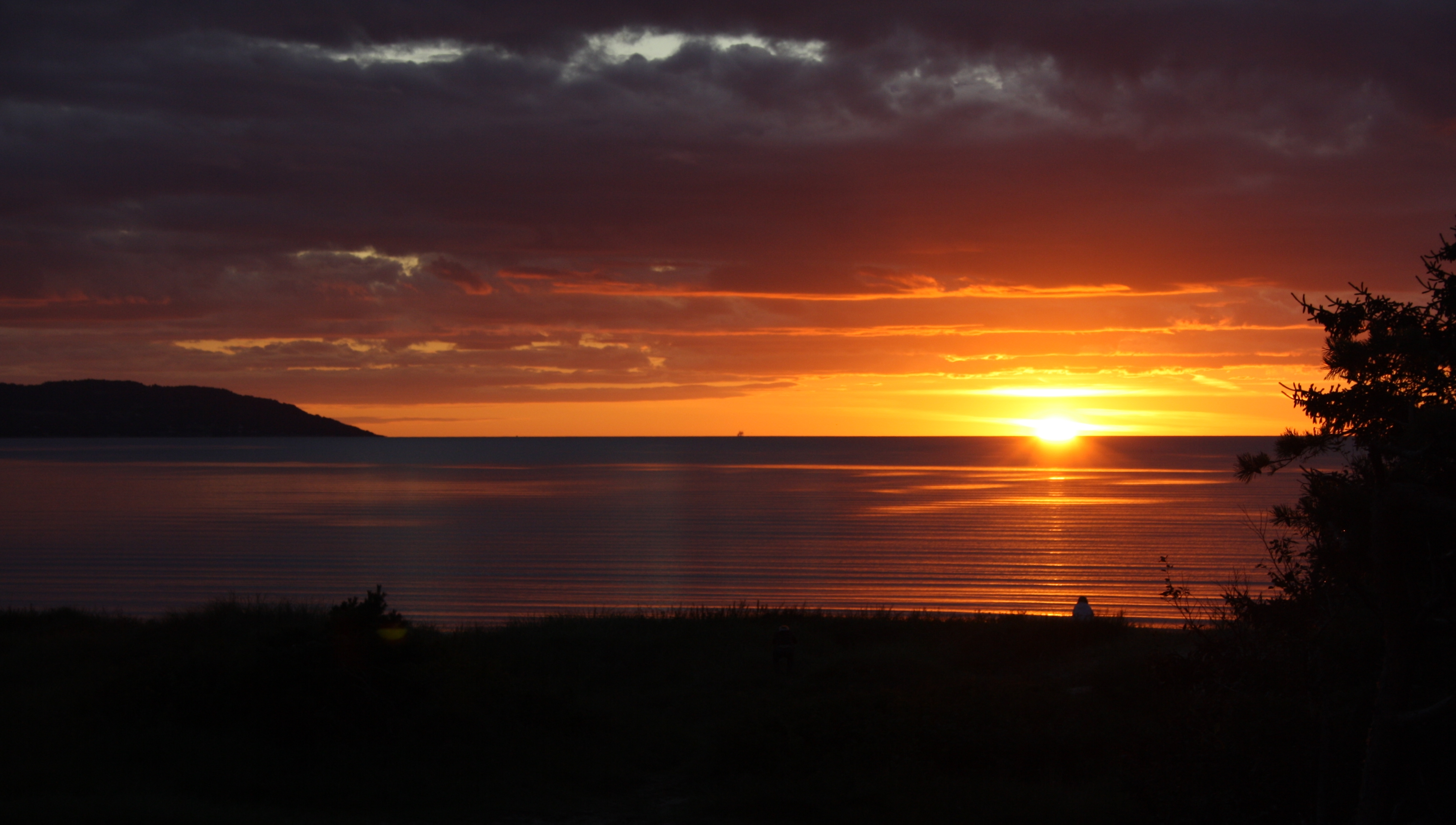
Solnedgång över Laholmsbukten. Vy från Hemmeslöv.

Laholmsbukten är en bukt av Kattegatt, mellan Tylösand i norr och Hovs hallar på Bjärehalvön i söder. Strandlinjen har en längd på omkring 50 kilometer. Bukten är långgrund med ett medeldjup av cirka 20 meter. Mäktiga sanddyner skiljer stranden från det övriga kustområdet.  

## Mänsklig användning
Längs Laholmsbukten ligger flera badorter: Båstad, Hemmeslövsstrand, Eskilstorpsstrand, Skummeslövsstrand och Mellbystrand, för att nämna några. Bukten har däremot fått sitt namn efter staden Laholm, belägen cirka fem km inåt land. Den nästan milslånga sandstranden användes i gångna tider som landsväg och där gick ännu på 1930-talet busstrafik till Båstad. Från europaväg E6 finns idag flera avfarter som leder till strandområdet.
Gränsen mellan landskapen Halland och Skåne når havet mellan Båstad och Hemmeslövstrand.

## Natur och miljö
Laholmsbukten har kallats ett problemområde på grund av övergödning och därmed sammanhängande algblomning. Sedan 1970-talet har syrebrist konstaterats i bottenvattnet. Orsak till miljöproblemen anses vara (i förhållande till det ringa vattendjupet) för hög belastning av näringsämnen, främst kväve från jordbruk, skog och vattendrag. Åtgärder för att minska tillförseln av kväve har fram till 2005 ej gett tillfredsställande resultat.[källa behövs]